# Dirades aluensis
Dirades aluensis är en fjärilsart som beskrevs av Butler 1887. Dirades aluensis ingår i släktet Dirades och familjen Uraniidae. Inga underarter finns listade i Catalogue of Life.